# Gottfried Kuhnt
Gottfried Kuhnt (* 25. Juni 1884 in Jena; † 30. November 1967 in Hamburg) war ein deutscher Politiker (CDU). Er war Präsident des Schleswig-Holsteinischen Oberlandesgerichtes und Justizminister des Landes Schleswig-Holstein.

## Leben
Kuhnt, Sohn des Professors für Augenheilkunde Hermann Kuhnt, studierte ab 1904 Rechtswissenschaften in Bonn, wo er Mitglied des Corps Rhenania wurde. 1910 trat er als Gerichtsassessor in den Justizdienst ein. 1913 erfolgte Kuhnts Promotion zum Dr. jur. mit der Arbeit Die Vollstreckung in die Rechte des Abzahlungskäufers und des Möbelleihers. 1916 wurde er Staatsanwalt bei dem Landgericht Köln.
In der Weimarer Republik gehörte Kuhnt – eigentlich eher untypisch für einen Juristen – zu den Unterstützern der jungen Demokratie. Er wechselte ins preußische Justizministerium und stieg 1921 zum Ministerialrat unter dem Justizminister Hugo am Zehnhoff auf, der zum Zentrum gehörte. 1926 wurde Kuhnt stellvertretender Bevollmächtigter Preußens beim Reichsrat. 1927 übernahm er als 43-Jähriger die Stelle des Präsidenten des Schleswig-Holsteinischen Oberlandesgericht mit Sitz in Kiel. Kuhnt versuchte die Demokratie gegen die Angriffe der Nationalsozialisten und Kommunisten zu verteidigen. Von 1926 bis zu ihrer Fusion zur Deutschen Staatspartei 1930 gehörte er der DDP an. Außerdem war Kuhnt Mitglied im Republikanischen Klub Kiel, zu dem auch Ferdinand Tönnies und andere Demokraten gehörten.
Damit war Kuhnt ein erklärter Gegner der Nationalsozialisten, die schon lange seine Entlassung forderten und sie am 7. April 1933 unter zur Hilfenahme des an diesem Tag verabschiedeten Berufsbeamtengesetzes durchsetzten. Kuhnt verließ Kiel, amtierte noch kurze Zeit als Senatspräsident am OLG Düsseldorf und wurde bald darauf in den Ruhestand versetzt. Danker und Lehmann-Himmel charakterisieren ihn in ihrer Studie über das Verhalten und die Einstellungen der Schleswig-Holsteinischen Landtagsabgeordneten und Regierungsmitglieder der Nachkriegszeit in der NS-Zeit folgerichtig als „oppositionell-gemeinschaftsfremd“ und „exkludierten Anderen“.
Nach dem Zweiten Weltkrieg wurde er, den der britische Geheimdienst auf einer „weissen Liste unbelasteter Personen“ führte, durch die britische Militärregierung am 7. Juli 1945 erneut zum Präsidenten des Schleswig-Holsteinischen Oberlandesgerichts mit Sitz in Kiel bestellt und übte das Amt bis zum 1. Dezember 1946 aus. Am 2. Dezember 1946 wurde er durch den Ministerpräsidenten Theodor Steltzer zum ersten Justizminister des Landes Schleswig-Holstein berufen. Dieses Amt hatte er bis zum 19. April 1947 inne. An diesem Datum wurde das Kabinett Steltzer abgewählt und durch eine SPD-Regierung unter Hermann Lüdemann abgelöst. Kuhnt wurde am 2. Mai 1947 wieder OLG-Präsident. Das OLG wurde 1948 nach Schleswig verlegt und Kuhnt blieb sein Präsident bis zum 30. Juni 1952. Später zog er nach Hamburg, wo er im Stadtteil Uhlenhorst wohnte.

## Abgeordneter
Kuhnt gehörte von Dezember 1946 bis April 1947 dem zweiten ernannten Landtag von Schleswig-Holstein an.

## Ehrungen
- 1952: Großes Verdienstkreuz der Bundesrepublik Deutschland